# Нишка резолуција (1915)
Нишка резолуција донета 6. маја 1915. на „Југословенскиом конгресу социјалиста“ у Нишу, одлука је од историјског значаја за будуће заједништво свих словенских народа у борби за ослобођење и уједињење. Резолуцију су донели представници из свих крајева будуће заједничке државе Југославије.

## Историја
Пола године након објављивања „Нишке декларације“, у Официрском дому у Нишу 6. маја 1915. године одржан је „Југословенски конгрес социјалиста“, на којем су присуствовали представници из свих крајева будуће заједничке државе Југославије.
Конгресом је председавао књижевник Иво Ћипико, а свечано га је је отворио Франо Супило. На овом историјском скупу донета је „Нишка резолуција“ која је садржавала следеће две најзначајније одлуке конгреса:
- О заједништву свих словенских народа у борби за ослобођење и уједињење.
- О одбацивању Лондонског уговора, којим је било предвиђено да се делови Јадранске обале уступе Италији.[3]

Овим Југословенским програмом пружао се отпор савезничким притисцима на Србију да пристане на територијалне уступке Италији, Румунији и Бугарској за њихов улазак на страну Антанте. Изношењем југословенског ратног циља, представници из свих крајева будуће заједничке државе Југославије,  Антанти су понудила велику државу која би као таква могла да буде један од стубова стабилности у послератној Европи. Што се саме Србије тиче, заједништво свих словенских народа у борби за ослобођење и уједињењем остврења југословенског био је заправо главни ратни циљ и потреба за рушњем Аустроугарске, која је као Грабљив сусед и тешка препрека за њену националну мисију, деценијама представљала претњу њеном опстанку.
Да би се помогло испуњењу ових циљева, у Паризу је 1915. године основан је Југословенски одбор, као политичко интересно тело, јужнословенских политичара из Аустроугарске. Циљ овог тела био је уједињавања свих јужнословенских народа у једну, независну државу.

## Изворни текст Резолуција Југословенског одбора од 6. маја 1915.
У овим историским данима жртава и нада у правду и слободу наглашавамо у првом реду потпуно и ничим неодвојено наше народно јединство српско-хрватско-словеначко и то не само као безусловну залогу боље будућности него и као етнографску и генетичку истину која се мора и политички остварити као што је већ духовно остварена.
Доследно томе најављујемо да се ни под којим условом нећемо измирити с тим да се жртвују и растрзају наше чисто југословенске земље а нарочито наше море и приморје на којему живе Срби, Хрвати и Словенци.
Молимо све силе које се данас боре за принцип народности и правде да наш једнокрвни и нераздвојив народ сачувају од тог растрзања и отуђивања његових земаља и омогуће Србији ослободилачку и културну мисију што ће бити залога трајног мира у Европи. Иначе, раскомадане и однарођивању предане у овом рату за ослобођење народа јадранске земље и обале Срба, Хрвата и Словенаца бити ће не само једна грозна неправда већ и неугасиво огњиште нових борби све док се неправда не поправи.
Стављамо у дужност егзекутивном одбору збора да ову резолуцију са нарочитом представком поднесе влади краљевине Србије, представнику Црне Горе, представницима сила из тројног споразума и представнику Белгије, изложивши им сву тежину ове ситуације и опасност од тешких последица које ће евентуално настати.

## Значај
Историјски гледано непобитна је чињеница да је „Нишка резолуција“, која је проистекла из „Нишке декларацијe“, и раније потписаног „Нишког споразума“, означила почетак историјског процеса стварања будуће југословенске државе, који је окончан четири године касније, 1. децембра 1918. формирањем Краљевине СХС (Срба, Хрвата и Словенаца).